# Giuseppe Satriano
Giuseppe Satriano (ur. 8 września 1960 w Brindisi) – włoski duchowny katolicki, arcybiskup Rossano-Cariati w latach 2014–2020, arcybiskup metropolita Bari–Bitonto od 2021.

## Życiorys
Święcenia kapłańskie otrzymał 28 września 1985 i został inkardynowany do archidiecezji Brindisi (od 1986 Brindisi-Ostuni). Po święceniach pracował w Ostuni, pełniąc funkcje m.in. wychowawcy i ojca duchownego miejscowego seminarium, wikariusza parafii MB Wniebowziętej oraz katechety w miejscowych liceach. W latach 1997–2000 przebywał jako misjonarz w Kenii, a po powrocie do kraju objął funkcję rektora seminarium. W 2003 mianowany wikariuszem generalnym archidiecezji.
15 lipca 2014 papież Franciszek mianował go ordynariuszem archidiecezji Rossano-Cariati. Sakry udzielił mu 3 października 2014 kardynał Salvatore De Giorgi. 29 października 2020 papież Franciszek przeniósł go na stolicę arcybiskupią Bari–Bitonto. Ingres do katedry w Bari odbył 25 stycznia 2021.